# Dolmen de Vallcrosa
El Dolmen de Vallcrosa és un megàlit de l'època neolítica del poble de Vallcrosa, pertanyent al terme comunal de Cameles, a la comarca del Rosselló, de la Catalunya del Nord.
Es troba a 199,2 m alt en el centre del poble de Vallcrosa, concretament en el nucli de Vallcrosa de Dalt.